# 2AM
2AM (hangul: 투에이엠) är ett sydkoreanskt pojkband bildat 2008 av JYP Entertainment som är inaktivt sedan 2015 men ej upplöst.
Gruppen består av de fyra medlemmarna Changmin, Seulong, Jo Kwon och Jinwoon.

## Biografi
2AM är en av de två banden som bildades från pojkbandet One Day som hade 11 medlemmar (innan Jaebeoms avhopp). Den andra gruppen är 2PM. De debuterade officiellt den 11 juli 2008 på KBS Music Bank med sin debutsång "이 노래" (Engelska : "This Song"). Den 7 februari 2010 vann de sin första Mutizen på Inkigayo med låten "죽어도 못 보내" (Engelska : "Can't Let You Go Even If I Die").

## Medlemmar

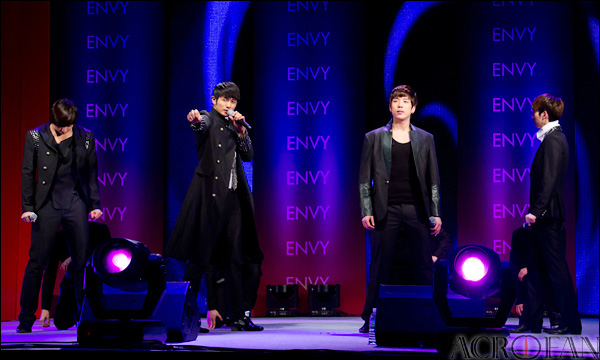
2AM år 2011

| Födelsenamn    | Födelsenamn | Födelsedatum    |
| Romanisering   | Hangul      | Födelsedatum    |
| -------------- | ----------- | --------------- |
| Lee Chang-min  | 이창민      | 1 maj 1986      |
| Lim Seul-ong   | 임슬옹      | 11 maj 1987     |
| Jo Kwon        | 조권        | 28 augusti 1989 |
| Jeong Jin-woon | 정진운      | 2 maj 1991      |

## Diskografi

### Album
| Albuminformation                                                                                | Topplacering          | Topplacering   |
| Albuminformation                                                                                | Sydkorea (Gaon Chart) | Japan (Oricon) |
| Koreanska                                                                                       | Koreanska             | Koreanska      |
| ----------------------------------------------------------------------------------------------- | --------------------- | -------------- |
| This Song (Singelalbum) - Släppt: 21 juli 2008                                                  | 83                    | —              |
| Time For Confession (Singelalbum) - Släppt: 23 mars 2009                                        | 77                    | —              |
| Can't Let You Go Even If I Die (EP-skiva) - Nyutgåva: I Was Wrong (18 mars 2010)                | 1                     | —              |
| Saint o'Clock (Studioalbum) - Nyutgåva: Japan Special Edition (9 november 2011)                 | 2                     | 6              |
| F. Scott Fitzgerald's Way of Love (EP-skiva) - Nyutgåva: Japan Special Edition (8 augusti 2012) | 1                     | 39             |
| One Spring Day (Studioalbum) - Släppt: 5 mars 2013                                              | 3                     | 92             |
| Nocturne (EP-skiva) - Släppt: 27 november 2013                                                  | 4                     | —              |
| Let's Talk (Studioalbum) - Släppt: 30 oktober 2014                                              | 7                     | —              |
| Japanska                                                                                        |                       |                |
| Voice (Studioalbum) - Släppt: 9 januari 2013                                                    | —                     | 10             |

### Singlar
| År        | Titel                                  | Topplacering          | Topplacering   |
| År        | Titel                                  | Sydkorea (Gaon Chart) | Japan (Oricon) |
| Koreanska | Koreanska                              | Koreanska             | Koreanska      |
| --------- | -------------------------------------- | --------------------- | -------------- |
| 2008      | "This Song"                            | —                     | —              |
| 2009      | "A Friend's Confession"                | —                     | —              |
| 2010      | "Can't Let You Go Even If I Die"       | 1                     | —              |
| 2010      | "I Was Wrong"                          | 2                     | —              |
| 2010      | "You Wouldn't Answer My Calls"         | 1                     | —              |
| 2010      | "Like Crazy"                           | 5                     | —              |
| 2012      | "I Wonder If You Hurt Like Me"         | 1                     | —              |
| 2013      | "One Spring Day"                       | 3                     | —              |
| 2013      | "Stay There"                           | 11                    | —              |
| 2013      | "Regret"                               | 18                    | —              |
| 2014      | "Days Like Today"                      | 6                     | —              |
| 2014      | "Over the Destiny"                     | 20                    | —              |
| Japanska  |                                        |                       |                |
| 2012      | "Never Let You Go: Shindemo Hanasanai" | —                     | 3              |
| 2012      | "Denwa ni Denai Kimi ni"               | —                     | 5              |
| 2012      | "One Day" (med 2PM)                    | —                     | 5              |
| 2012      | "For You: Kimi no Tame ni Dekiru Koto" | —                     | 6              |
| 2012      | "Darenimo Watasenai Yo"                | —                     | 7              |
| 2013      | "I Wonder If You Hurt Like Me"         | —                     | —              |
| 2014      | "Bye Bye"                              | —                     | —              |
| 2014      | "I Will"                               | —                     | —              |